# 弗雷德里克·安東
弗雷德里克·安東（法語：Frédéric Anton，法語發音：[fʁedeʁik ɑ̃tɔ̃]；1964年10月15日—）出生在法國大東部大區默爾特-摩澤爾省首府的南錫，是一名廚師、法國最佳工匠獎得主、自2007年起，位於巴黎十六區的餐廳卡特朗草场（法語：Le Pré Catelan）獲得米其林指南三顆星評鑑、2020年起位於艾菲爾鐵塔2樓的餐廳儒勒·凡爾納 (餐廳)也獲得米其林指南一星評鑑。

## 生平
弗雷德里克·安東出生在南錫，在熱拉爾梅的酒店學校習藝。20歲時的1984年，弗雷德里克·安東開始餐飲的職業生涯，他在南錫的著名餐廳卡皮桑美食家（法語：Capucin Gourmand）工作，兩年後到里尔和知名廚師罗贝尔·巴多（法語：Robert Bardot）的餐廳工作和習藝，接著又跳到蘭斯的克拉耶爾城堡酒店（法語：Hôtel-Château des Crayères）拜名廚热拉尔·布瓦耶（法語：Gerard Boyer）門下習藝。
1988年到1996年這段期間，他跟著知名廚師若埃尔·罗比雄工作7年之後，成為一位能獨當一面的餐廳主廚。
1997年時，加斯東·勒諾特（法語：Gaston Lenôtre）委託弗雷德里克·安東經營美好年代創業迄今的卡特朗草场，兩年後1999年，雷德里克·安東獲得米其林指南二顆星評鑑，隔年再獲得法國最佳工匠獎，2007年榮獲米其林三顆星評鑑的肯定。
2010-2013年，弗雷德里克·安東參與法國電視一台的知名節目廚神當道，還有兩位名廚伊夫·康德博爾德（法語：Yves Camdeborde）和塞巴斯蒂安·德莫朗（法語：Sébastien Demorand）也參與這個節目的錄製。
2020年弗雷德里克·安東和泛歐交易所上市的餐飲集團索迪斯合作，接管艾菲爾鐵塔2樓的「儒勒·凡爾納」餐廳，六個月後獲得米其林指南一顆星的肯定。

## 獲獎
- 2000年 法國最佳工匠獎
- 2007年 米其林指南三顆星餐廳
- 2011年 法國榮譽軍團勳章
- 2020年 米其林指南一顆星餐廳

## 相關連結
- 卡特朗草场餐廳官方網站主廚介紹 （页面存档备份，存于）